# Chi Thàn mát lưỡng thể
Callerya là một chi thực vật có hoa thuộc họ Fabaceae. Nó thuộc phân họ Faboideae.

## Lịch sử phân loại
Callerya do Stephan Friedrich Ladislaus Endlicher lập năm 1843, dẫn chiếu tới Marquartia Vogel, 1843. Loài Marquartia tomentosa mà Theodor Vogel mô tả năm 1843 dẫn chiếu tới Millettia nitida Benth., 1842. Tuy nhiên, Marquartia của Vogel là không hợp lệ (nom. illeg.), do danh pháp này đã được Justus Carl Hasskarl sử dụng từ năm 1842 khi mô tả Marquartia globosa (= Pandanus utilis Bory, 1804 thuộc họ Pandanaceae).
Trong một thời gian dài người ta không để ý tới Callerya, do về cơ bản chỉ coi nó là đồng nghĩa của Millettia. Năm 1984, trong chuyên khảo Scala Millettiearum, Robert Geesink đã thiết lập lại Callerya như là một chi độc lập với loài điển hình được tổ hợp lại là Callerya nitida.

## Phân bố
Các loài trong chi này có khu vực phân bố từ Nepal và Ấn Độ (Assam) về phía đông tới Trung Quốc, Đài Loan, Đông Dương; về phía nam tới bán đảo Mã Lai.

## Các loài
Hiện tại, Plants of the World Online công nhận 13 loài:
- Callerya bonatiana (Pamp.) L.K.Phan, 1996. Năm 2021, loài này được L. Duan, J. Compton và Schrire tách ra thành chi đơn loài, với danh pháp Villosocallerya bonatiana.[6]
- Callerya cinerea (Benth.) Schot, 1994: Dây thàn mát tro, mát tro, kê huyết đằng núi, lăng yên tro, máu gà núi.
- Callerya cochinchinensis (Gagnep.) Schot, 1994: Dây thàn mát Nam Bộ, mát Nam Bộ.
- Callerya congestiflora (T.C.Chen) Z.Wei & Pedley, 2010
- Callerya dielsiana (Harms ex Diels) L.K.Phan ex Z.Wei & Pedley, 2010
- Callerya dorwardii (Collett & Hemsl.) Z.Wei & Pedley, 2010
- Callerya gentiliana (H.Lév.) Z.Wei & Pedley, 2010
- Callerya longipedunculata (Z.Wei) X.Y.Zhu, 2007
- Callerya nitida (Benth.) R.Geesink, 1984
- Callerya oosperma (Dunn) Z.Wei & Pedley, 2010
- Callerya sericosema (Hance) Z.Wei & Pedley, 2010
- Callerya sphaerosperma (Z.Wei) Z.Wei & Pedley, 2010
- Callerya tsui (F.P.Metcalf) Z.Wei & Pedley, 2010

## Hình ảnh

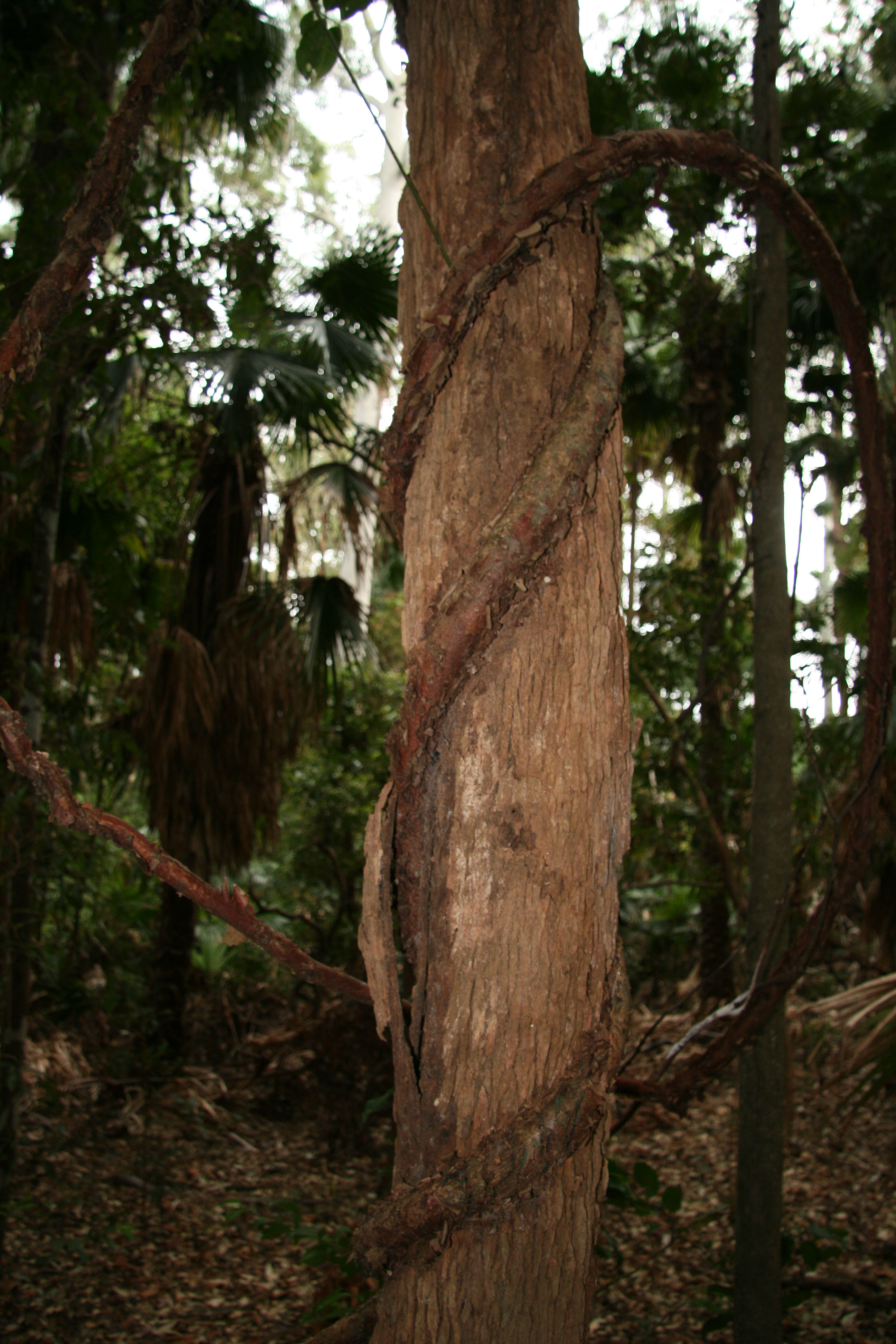